# Michael Robert Annesley
Michael Robert Annesley (* 4. prosince 1933) je anglo-irský voják a 12. hrabě Annesley.

## Život
Narodil se 4. prosince 1933 jako syn Roberta Annesleye, 9. hraběte Annesley a jeho manželky Nory Harrison. Vzdělával se na Strode's College.
Ve službách Royal Air Force dosáhl hodnosti praporčíka (Warrant officer).
Dne 23. června 1956 se oženil s Audrey Mary Goodwright, s dcerou Ernesta Stanleye Goodwrighta. Spolu mají tři děti:
- Michael Stephen Annesley, vikomt Glerawly (nar. 26. července 1957)
- Lady Sheila Marie Annesley (nar. 18. srpna 1961)
- Robert Francis Annesley (nar. 8. září 1962)

Dne 11. března 2011 po smrti svého bratra Philipa Harrisona Annesleye, 11. hraběte Annesley zdědil titul hrabě Annesley.